# Петерсон Ерік Карлович
Ерік Карлович Петерсон (1923 — 1991) — латвійський радянський державний і комуністичний діяч, секретар ЦК КП Латвії, заступник голови Ради міністрів Латвійської РСР. Депутат Верховної Ради Латвійської РСР 6—11-го скликань. Член ЦК Комуністичної партії Латвії.

## Життєпис
У 1946—1951 роках — майстер, виконроб, начальник дільниці Ризького будівельного тресту № 21. У 1951—1958 роках — начальник виробничого відділу Управління начальника робіт № 55, начальник будівельного Управління начальника робіт № 58.
Закінчив Московський інженерно-будівельний інститут.
Член КПРС з 1953 року.
У 1958—1960 роках — заступник завідувача, завідувач промислово-транспортного відділу ЦК КП Латвії. У 1960—1963 роках — завідувач відділу будівництва ЦК КП Латвії. Закінчив Вищу партійну школу при ЦК КПРС.
26 серпня 1963 — 4 жовтня 1967 року — міністр будівництва Латвійської РСР.
4 жовтня 1967 — 15 червня 1970 року — заступник голови Ради міністрів Латвійської РСР.
2 червня 1970 — 3 липня 1975 року — секретар ЦК КП Латвії. Займався питаннями будівництва.
4 липня 1975 — 12 грудня 1983 року — заступник голови Ради міністрів Латвійської РСР.
З 12 грудня 1983 року — голова Державного комітету Латвійської РСР у справах будівництва.
Помер у 1991 році.

## Нагороди
- орден Трудового Червоного Прапора (.06.1965)
- ордени
- медалі
- дві Почесні грамоти Президії Верховної ради Латвійської РСР (6.02.1973, 4.02.1983)
- Заслужений будівельник Латвійської РСР (.02.1976)